# Sore (cantante)
Sorina Catalina Mihalache, conosciuta come Sore (Bucarest, 28 ottobre 1989), è una cantante e attrice rumena.

## Carriera musicale
Inizia ad entrare nel mondo della musica all'età di 11 anni, facendo parte della band pop per ragazzi Dolly, con la quale inizia a farsi conoscere nella Romania, grazie al singolo rivelazione Tarzan; a questo seguono le canzoni: În Weekend, Hei, Tarzan Tarzan, Am capul în nori e Dragă. A 17 anni ha partecipato allo show rumeno Faimosii, dove venne notata dagli artisti connazionali Play & Win, i quali gli produssero il singolo Beautiful Lover nel 2009. 
Dal 2011 è sotto contratto con l'etichetta discografica MediaPro Music.
Recentemente ha bissato il successo con singoli quali So different e Bad boy is back. La sua voce è stata oggetto anche di alcune cover live in diversi paesi. È molto amica della collega e connazionale Antonia.

## Carriera da attrice
Oltre che nella musica, è attiva anche come attrice, per cinema e televisione. A 10 anni ha avuto il grande privilegio di recitare imitando l'attrice Natalia Oreiro, interpretazione che le valse il 3º posto nella nota competizione locale Ploaia steluţelor (Pioggia di stelle).